# Берсі (соус)
Соус берсі́ (фр. sauce Bercy) — гарячий соус французької кухні до відвареної риби на основі рибного велюте з цибулею-шалот. Крім соусу, під назвою «берсі» у французькій гастрономії є масло берсі, гарнір «а-ля берсі» із запеченої картоплі. Рибні страви, гарніровані соусом берсі, зазвичай носять в меню однойменну назву: фарширований шед «берсі», запечений лин «берсі», філе камбали «берсі».
Жорж Оґюст Ескоф'є у своєму «Кулінарному путівнику» готує соус берсі з обсмаженою до золотистого кольору цибулею-шалот на рибному бульйоні з білим вином, в який висаджуванням додають велюте і доводять до кипіння. Потім до соусу без нагрівання додають вершкове масло і рубану зелень петрушки. Для соусу берсі за рецептом з кулінарної книги П. М. Зеленко «Кухарське мистецтво» 1902 року дрібно нарізану і попередньо бланшовану цибулину шалот проварюють в рибному бульйоні або консомі, змішаному з білим вином, потім додають вершкове або борошняне масло і, помішуючи, висаджують на вогні до потрібної густоти .